# Ᾰ
Cette page contient des caractères spéciaux ou non latins. S’ils s’affichent mal (▯, ?, etc.), consultez la page d’aide Unicode.
Pour les articles homonymes, voir Alpha (homonymie).
Alpha bref (capitale Ᾰ, minuscule ᾰ) est une lettre de l’alphabet grec polytonique utilisé pour le grec ancien.

## Représentations informatiques
L’alpha bref peut être représenté avec les caractères Unicode suivants :
- précomposé (grec étendu)[1] :
  - capitale Ᾰ : U+1FB8
  - minuscule ᾰ : U+1FB0
- décomposé (grec et copte, diacritiques) :
  - capitale Ᾰ : U+0391 U+0306
  - minuscule ᾰ : U+03B1 U+0306